# Јунион Сити (Охајо)
Јунион Сити (енгл. Union City) град је у америчкој савезној држави Охајо.

## Демографија
По попису из 2010. године број становника је 1.666, што је 101 (-5,7%) становника мање него 2000. године.
| Група             | 2000.         | 2010.         |
| Белци             | 1.640 (92,8%) | 1.501 (90,1%) |
| Афроамериканци    | 24 (1,4%)     | 15 (0,9%)     |
| Азијати           | 3 (0,2%)      | 6 (0,4%)      |
| Хиспаноамериканци | 82 (4,6%)     | 102 (6,1%)    |
| Укупно            | 1.767         | 1.666         |